# Goesdorf
Goesdorf (luxemburgisch Géisdrefⓘ) ist eine Gemeinde im Großherzogtum Luxemburg und gehört zum Kanton Wiltz.

## Wappen
Blasonierung: „In Gold eine grüne ausgerissene Eiche mit Blattwerk und sechs grünen Früchten unter einem roten Schildhaupt mit sechs (3;2;1) fünfzackigen Sternen.“

## Zusammensetzung der Gemeinde
Die Gemeinde Goesdorf besteht aus den Ortschaften:
- Bockholtz
- Büderscheid
- Dahl
- Goesdorf
- Masseler
- Nocher
- Nocherstraße

## Antimonmine
Etwa ein Kilometer westlich von Goesdorf liegt in den Lohhecken die ehemalige Antimonmine von Goesdorf. Die Grube wurde 1354 erstmals erwähnt und war von 1743 bis 1938 in Betrieb. An der Freilegung des Entwässerungsstollens wird seit 1998 gearbeitet.
Es wird ein geologischer Entdeckungs- und Orientierungspfad unter dem Titel „Auf der Spur des Antimons“ angeboten. Zum siebten Male schon wurde vor dem Eingang zur Mine das Minnefest gefeiert, wozu ein Buspendeldienst vom Bahnhof Goebelsmühle nach Goesdorf eingerichtet wurde.